# Xã Erie, Quận Miami, Indiana
Xã Erie (tiếng Anh: Erie Township) là một xã thuộc quận Miami, tiểu bang Indiana, Hoa Kỳ. Năm 2010, dân số của xã này là 554 người.